# کلاوی (سیریک)
کلاوی، روستایی در دهستان بمانی بخش بمانی شهرستان سیریک در استان هرمزگان ایران است.
کلاوی حدود ۲۵۰ سال قبل توسط «هوت محمد لشکری هوتی» بنیانگذاری شده است.
در چند دهه ی پایانی حکومت قاجار تا اوایل حکومت پهلوی، منطقه کلاوی در حوزه ی استحفاظی رئیسی محمد حاجی لشکری فراصتی بوده و توسط دستگاه وی اداره و کنترل می شده است.
در دوران حکومت پهلوی "احمد صالحی" که از متنفّذان و بزرگترین ملّاکان منطقه گياوان بوده،زعامت منطقه کلاوی تحت حکومت طاهرزيي (رئیس علی جلال نیکخواه طاهرزيي )را عهده دار بوده.
خاندان های"فراصتی" و "صالحی" از،نوادگان بنیانگذاران کلاوی بوده و اکثریت قریب به اتفاق املاک و اراضی منطقه کلاوی تعلق به آن ها داشته و یا در ارتباط با این دو خاندان عظمی بوده است.

## جمعیت
بر پایه سرشماری عمومی نفوس و مسکن در سال ۱۳۹۵، جمعیت این روستا برابر با ۵۷۵ نفر (۱۵۱ خانوار) بوده‌است.